# Jardins da Esperança Antiga

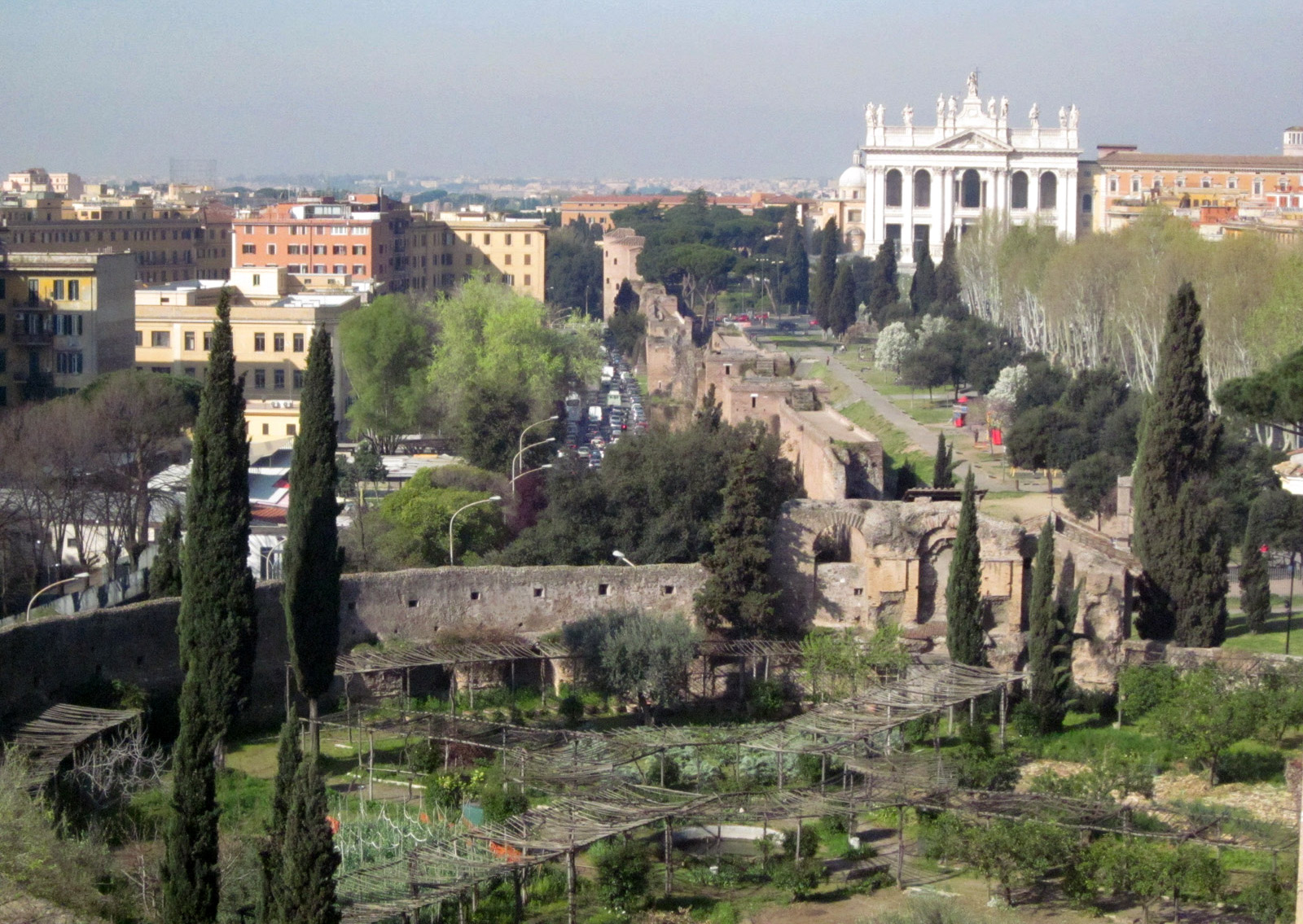
Vista a partir do Sessório na direção de San Giovanni in Laterano. Em primeiro plano, as ruínas do Anfiteatro Castrense, que continua pela Muralha Aureliana. O terreno de ambos os lados dela eram parte dos Horti Variani.

Jardins da Esperança Antiga (em latim: Horti Spei Veteris), conhecido mais tarde como Jardins Varianos (em latim: Horti Variani), era um jardim e villa imperial localizado no rione Esquilino de Roma, numa área que corresponde à encosta ocidental do monte Esquilino.

## História
A região conhecida como ad spem veterem ficava perto da Porta Prenestina (moderna Porta Maggiore), onde se bifurcavam a Via Labicana e a Via Prenestina. O topônimo deriva seu nome de um templo do período republicano dedicado à deusa Esperança ("Spes") construído em 447 a.C. depois da vitória sobre Veios na Batalha do Crêmera. A qualificação "vetus" servia para distingui-lo do templo mais moderno, construído na época da Primeira Guerra Púnica (meados do século III a.C.) no Fórum Holitório e conhecido apenas como Templo da Esperança.
A região, suburbana, mas ainda próxima do Fórum e bem servida de água graças aos aquedutos que convergem na Porta Prenestina, tornou-se, na primeira metade do século I a.C., uma zona residencial de muito prestígio, uma característica que se acentuou ainda mais conforme Roma crescia e se tornava cada vez mais apinhada.  Restos de várias casas romanas do período até o século IV foram descobertas na região.
Os Horti Spei Veteris foram incorporados aos domínios do imperador romano Sétimo Severo no século III, que mandou construir ali a primeira residência imperial da região. A denominação subsequente como Horti Variani se deve à ampliação destes domínios com a incorporação dos terrenos pertencentes a Sexto Vário Marcelo, pai do futuro imperador Heliogábalo. Caracala mandou construir na propriedade o seu circo, conhecido como Circo Variano, e o próprio Heliogábalo foi responsável por dar à villa sua forma final, projetada, como havia sido a Casa Dourada de Nero séculos antes, como uma vasta propriedade suburbana articulada em diversos núcleos edificados e paisagísticos conhecido já na época como Palácio Sessoriano (ou "Sessório"), com destaque para o já citado circo, que Maxêncio copiou mais tarde na chamada Villa de Maxêncio.

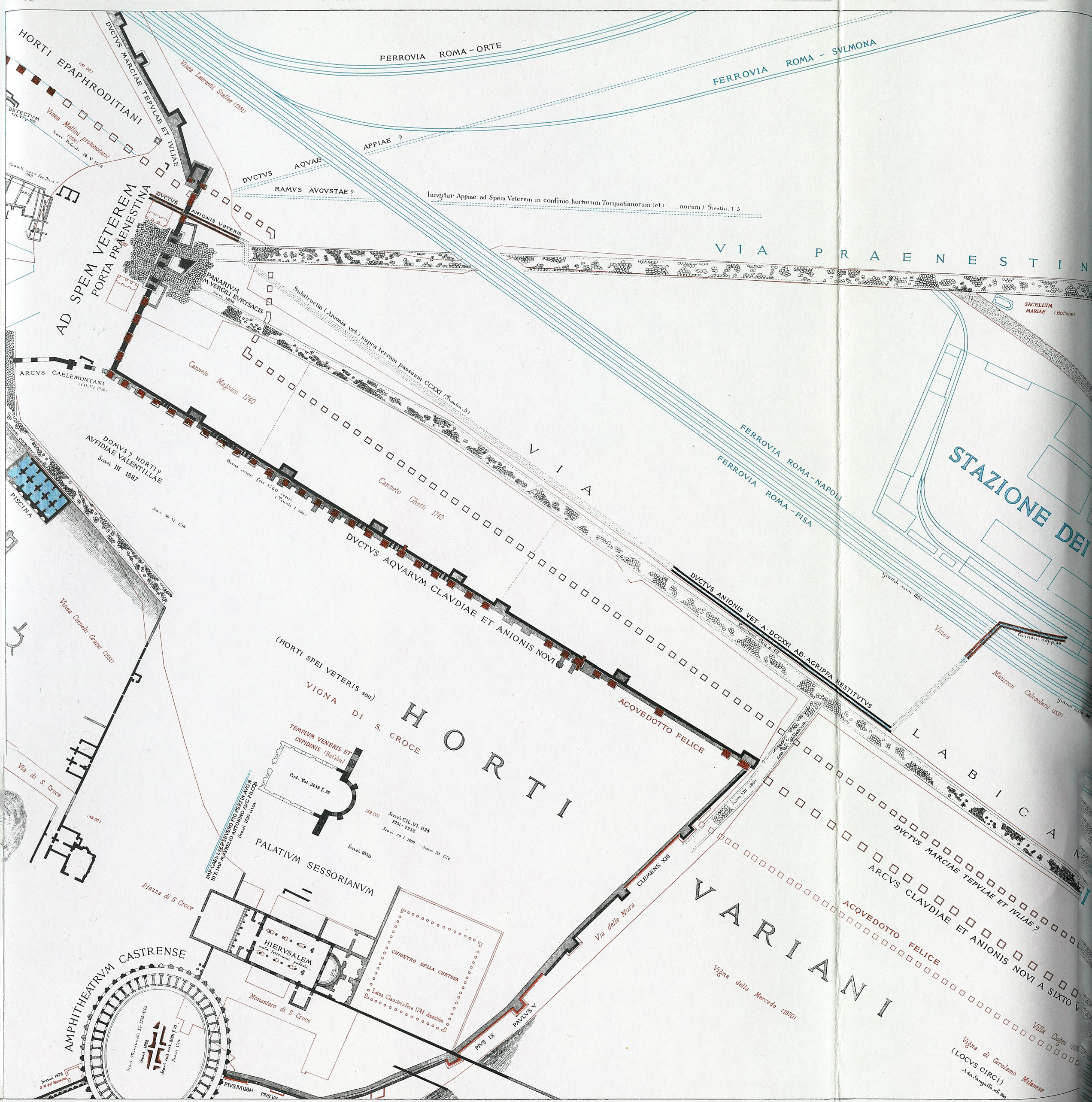
Mapa da região no final do século XIX.

Heliogábalo morreu em 222 e a vila permaneceu como domínio imperial, mas sua aparência foi profundamente alterada por causa dos sucessivos tumultos que se sucederam até a ascensão de Aureliano. Ele determinou a construção da Muralha Aureliana, que atravessou a propriedade e arruinou o seu projeto paisagístico, deixando de fora da cidade, por exemplo, o Circo Variano e o Anfiteatro Castrense.
Em 330, Constantino inaugurou em Bizâncio a sua nova capital, Constantinopla. Em Roma, o imperador era representado por sua mãe, Helena, que deu início à última fase de expansão dos jardins, que se transformaram no próprio palácio imperial e o foco (por causa de sua vizinhança com o Palácio de Latrão) da reorganização cristã de Roma, a capital do novo Império Romano do Ocidente. Neste período foi construída a basílica civil destinada a funções de representação imperial, um edifício chamado por um longo tempo de "Templo de Vênus e Cupido", o que já era considerado incorreto no século XIX: 
| “ | No próprio vinhedo [la Vigna Conti, no qual se reconhecem os Horti Variani] está uma abside, que, por sua construção, revela ter sido parte de um grandioso edifício do qual não resta nada além deste grande nicho e duas paredes de muros laterais, pois o restante foi demolido para empregar seus materiais na fachada da já citada basílica [Santa Croce in Gerusalemme]. Foi atribuída a um templo dedicado a Vênus e Cupido por ter sido descoberta nas imediações uma estátua de Vênus com Cupido aos seus pés, que hoje pode ser admirada nos Museus Vaticanos: mas tendo se reconhecido ser esta um retrato da esposa de Alexandre Severo na forma de Vênus, segue que não há mais argumentos suficientes para denominá-lo como um templo de Vênus e Cupido. Por outro lado, os restos desta construção são tudo menos parte de um templo e sim, digamos, um salão ou basílica, talvez o tal Sessório que os escritores eclesiásticos e o escólio de Horácio localizaram nesta vizinhança. | ” |
|   | — Itinerario di Roma e delle sue Vicinanze, Antonio Nibby. |   |

As obras incluíram ainda a transformação de um átrio dos Horti Variani em local de culto cristão (a partir do qual se desenvolveu a basílica de Santa Croce in Gerusalemme), a reconstrução de um complexo termal preexistente, rebatizado como Termas de Helena, e a construção, aproveitando o aqueduto, de uma zona residencial destinada a membros da corte (a chamada Domus Constantiniane escavada entre 1996 e 2008).
Com o final do império, a região, absolutamente periférica na época, passou por séculos de abandono e espoliação, até que a construção da basílica e do convento de Santa Croce levaram ao aterramento das ruínas antigas sob vinhedos ou plantações, como se percebe no mapa de Leonardo Bufalini (1551).

## Ruínas arqueológicas
- Circo Variano, onde foi descoberto o Obelisco de Antínoo, hoje na Piazza Bucarest, no monte Pincio;
- Anfiteatro Castrense e as Termas de Helena;
- O salão (aula) do Sessório (o chamado "Templo de Vênus e Cupido") e a Basílica Constantiniana, transformada depois na basílica de Santa Croce in Gerusalemme;
- As residências romanas da Via Eleniana e a chamada Domus Constaniniane.